# Zoë Më
Zoë Anina Kressler, född den 6 oktober 2000 i Basel, bättre känd under artistnamnet Zoë Më, är en schweizisk sångare. Hon representerade Schweiz i Eurovision Song Contest 2025 på hemmaplan med låten "Voyage" som slutade på en tionde plats.